# Yasser Igasan
Yasser Igasan, également connu sous les noms d'Abu Ali et de commandant Diang, est un islamiste philippin, leader du groupe armé Abou Sayyaf, responsable de nombreux attentats. Il dirige le mouvement depuis la mort de son prédécesseur, Khadaffy Abubakar Janjalani, abattu par l'armée philippine le 4 septembre 2006 sur l'île de Jolo.

## Biographie
Il naît le 22 avril 1972 à Talipao, dans la province de Sulu.
Selon Rommel C. Banlaoi, président et de l'Institut philippin pour la Paix, Igasan rejoint Abou Sayyaf en 1993, âgé de 21 ans. La même année, il termine une formation en théologie et sort diplômé de Darul Imam Shafin, école islamique fondée en 1988 aux Philippines par le beau-frère d'Oussama ben Laden, Mohammed Jamal Khalifa. Igasan aurait été le camarade de classe de Khadaffy Abubakar Janjalani, futur émir d'Abou Sayyaf.
Durant sa jeunesse, il quitte plusieurs fois les Philippines afin de poursuivre ses études religieuses à travers le Proche-Orient et le Maghreb. Il aurait, tout comme Abdurajak Abubakar Janjalani, fondateur du groupe Abou Sayyaf, combattu les Soviétiques en Afghanistan au cours des années 1980. Les deux hommes se seraient rencontré à cette occasion et se seraient accordés pour concevoir Abou Sayyaf dans le but de créer un état islamique séparatiste au sud des Philippines. 
Lorsque Abdurajak Janjalani fonde Abou Sayyaf en 1991, il n'est pas clair si Igasan était déjà alors un membre actif de l'organisation. Toutefois, le journal philippin Philippine Information Agency prétend qu'il en est l'un des membres originels. 
En décembre 1998, la mort d'Abdurajak Abubakar Janjalani, abattu par les autorités, pousse le conseil d'Abou Sayyaf à élire un nouveau chef à sa tête. Igasan est pressenti pour assumer la direction du groupe en raison de ses connaissances religieuses, mais certains membres s'y opposent, lui préférant le frère de l'ancien émir, Khadaffy Abubakar Janjalani. Ce dernier succède à son aîné, âgé de 23 ans.
Igasan quitte à nouveau les Philippines à la fin des années 90 pour poursuivre ses études religieuses en Libye et en Syrie. Il récidive en 2001, quittant son pays natal pour l'Arabie saoudite. Sur place, il entretient des relations avec Abou Abderrahmane, lui-même en lien avec la direction centrale d'Al-Qaïda en Afghanistan. Il développe des réseaux de financement pour l'organisation et aurait recruté de nouveaux membres d'origine yéménite, envoyés sur l'île de Basilan, fief d'Abou Sayyaf aux Philippines. Igasan revient à Sulu en 2005.
Le 4 septembre 2006, Khadaffy Abubakar Janjalani, leader d'Abou Sayyaf recherché par le FBI, est tué au cours d'un violent accrochage avec des soldats philippins survenu sur l'île de Jolo. Le porte-parole du groupe, Jainal Antel Sali jr, également cible des autorités américaines, est abattu le 16 janvier 2007.
Igasan prend la direction du groupe en juin 2007 avec un large soutien cette fois, la plupart des membres originels ayant été éliminés ou capturés par les autorités. Bien que Radulan Sahiron ait été pressenti comme successeur, son âge mûr et sa santé fragile semblent avoir joué en faveur de l'élection d'Igasan, alors âgé de 35 ans. Igasan est soupçonné de se rapprocher de l'organisation islamiste armée indonésienne Jemaah Islamiyah, bien que ce ne soit pas prouvé.
Igasan est perçu comme un prêcheur fanatique en raison de sa formation religieuse. Il est aussi considéré comme un médiateur efficace, ayant conservé des liens avec des militants islamistes lors de séjours au Moyen-Orient et développé des réseaux de financement et de support matériel pour fournir le groupe en armes et en fonds. Il est aussi accusé d'avoir joué un rôle central dans l'enlèvement de soigneurs de la Croix-Rouge, dont Andreas Notter, Eugenio Vagni et Mary Jean Lacaba, enlevés le 15 janvier 2009. 
Cependant, son statut d'« émir » est discuté. Depuis le décès de Janjalani, les militaires philippins estiment que le groupe n'aurait plus de chef suprême, mais disposerait d'un conseil (shura) nommant des dirigeants de factions. Le gouvernement américain, sur le site Reward for Justice, soupçonne Radulan Sahiron d'assumer la direction d'Abou Sayyaf depuis 2006, le qualifiant de « principal dirigeant du groupe islamiste. »
Le 15 mars 2010, l'armée philippine annonce que Khair Mundos serait devenu le chef d'une des plus importantes factions d'Abou Sayyaf sur l'île de Basilan et serait susceptible de prendre la tête de l'organisation pour remplacer Janjalani. Toutefois, selon le lieutenant-colonel Arnulfo Burgos, il est difficile de dire qui dirige véritablement le mouvement, la hiérarchie du groupe évoluant fréquemment depuis le décès de son ancien leader.
Le 5 mai 2018, des rapports indiquent que Yasser Igasan aurait été grièvement voire mortellement blessé au sud de la province de Sulu, après un tir d'artillerie, dans le cadre d'une opération menée par les forces philippines, sans que cette information ait pu être confirmée par la suite.  